# Cantonul Saint-Jean-de-Daye
Cantonul Saint-Jean-de-Daye este un canton din arondismentul Saint-Lô, departamentul Manche, regiunea Basse-Normandie, Franța.

## Comune
- Amigny
- Cavigny
- Les Champs-de-Losque
- Le Dézert
- Graignes-Mesnil-Angot
- Le Hommet-d'Arthenay
- Le Mesnil-Véneron
- Montmartin-en-Graignes
- Pont-Hébert
- Saint-Fromond
- Saint-Jean-de-Daye (reședință)
- Tribehou